# Col·luvió
Un col·luvió és un al·luvió constituït pels gran més fins del llim i de la sorra, transportats a curta distància per gravetat. Els dipòsits que es recullen al peu d'un fort pendent o d'un penya-segat també es coneixen amb el mateix nom.
La formació de col·luvions és característic dels terrenys plans de vegetació oberta, com la sabana i els camps agrícoles. Els col·luvions omplen progressivament les cavitats, aplanant aquests terrenys.
Les allaus i esllavissades són processos que dipositen col·luvions. Aquest procés de construcció s'anomena col·luviació.
El col·luviació antròpica es deu sobretot a les feines de l'agricultura. En particular, tendeix a anivellar els camps que formen pendent, ja que l'aigua, que discorre per gravetat, es carrega de les partícules en la zona superior i les abandona en l'inferior.